# دی‌برموفلوئورومتان
دی‌برموفلوئورومتان (به انگلیسی: Dibromofluoromethane) با فرمول شیمیایی CHBr۲F یک ترکیب شیمیایی با شناسه پاب‌کم ۶۱۲۸۰ است. که جرم مولی آن 191.83 g/mol می‌باشد. شکل ظاهری این ترکیب، مایع است.